# Борец белоустный
Боре́ц белоу́стный, или белоу́стый, или бледноу́стый (лат. Aconítum leucostómum) — многолетнее травянистое растение, вид рода Борец (Aconitum) семейства Лютиковые (Ranunculaceae).

## Распространение и экология
Ареал вида охватывает юг Западной Сибири и Приенисейской Сибири: Алтай, Западный Саян. Также встречается в Средней Азии и Монголии.
Свойственен горным регионам, где растет на альпийских и субальпийских лугах, редколесьях большей частью на высотах 1000—2400 м над уровнем моря. Иногда спускается и в нижние горные пояса: в лесной пояс, черневые леса, в том числе в лесные луга и горные луговые склоны.

## Ботаническое описание
Корни шнуровидпые, иногда плотно сетчато-срастающиеся. Стебель 50—200 см высотой, в соцветии вместе с цветоножками густо покрыт горизонтально отстоящими волосками, в средней и нижней части более короткими, вниз отогнутыми, в нижней части часто голый.
Листья крупные, плотные, кожистые, сердцевидные или почковидно-округлые в очертании, длиной 10-20 см, шириной 20-40 см. Пластинка листа 5—11-пальчато-надрезанная на широкие ланцетные или почти треугольные сегменты.
Соцветие — простая маловетвистая густая многоцветковая кисть. Цветоножки короткие, возможно прижатые, не превышают длину цветка. Прицветники линейные, шириной 0,5—1 мм, равны или короче цветоножек. Цветки бледно- или грязновато-фиолетовые, иногда серовато-жёлтые или беловатые, внутри часто почти белые. Шлем длиной 1,6-2,4 см, вверху шириной 0,4-0,6 см, внизу сильно расширенный до 10—12 мм, прямой, у основания сильно вытянутый в носик. Шпорец нектарника кольцеобразно завитый.
Листовок три, голых или железисто опушенных. Семена трёхгранные, поперечно-морщинистые.
Плодоносить растение начинает на третий год жизни.

## Растительное сырьё
В лечебных целях заготавливают всё растение или корневище с корнями. Корневища промывают в холодной проточной воде, подсушивают на солнце и окончательно досушивают в сушилках при температуре 40-50 °C.
Во всех частях растения содержатся алкалоиды (0,8—4,9 %) и сапонины, при этом наибольшее содержание приходится на период плодоношения. В корнях и корневищах так же содержатся дубильные вещества, кумарины, флавоноиды.

## Значение и применение
Аконит обладает антибактериальной активностью. Из корневищ и корней получен препарат «Аллапинин» (Allapininum) представляющий собой бромистоводородную соль алкалоида лаппаконитина и обладающий антиаритмическим действием, применяемый при лечении сердечно-сосудистых заболеваниях. Относится к антиаритмическим средствам I группы. Замедляет проведение возбуждения по предсердиям, пучку Гиса и волокнам Пуркинье.
Применяют при наджелудочковой и желудочковой экстрасистолии, пароксизмах, мерцании и трепетании предсердий, пароксизмальной наджелудочковой и желудочковой тахикардии, а также при аритмии на фоне инфаркта миокарда.

## Таксономия
Вид Борец белоустный входит в род Борец (Aconitum) трибы Живокостные (Delphinieae) подсемейства Лютиковые (Ranunculoideae) семейства Лютиковые (Ranunculaceae) порядка Лютикоцветные (Ranunculales).
|  |                       |  |                                               |                                               |                                         |  | ещё четыре подсемейства (согласно Системе APG II) | ещё четыре подсемейства (согласно Системе APG II) |                                           |  |  |  | ещё 2 рода              | ещё 2 рода           |  |  |
|  |                       |  |                                               |                                               |                                         |  | ещё четыре подсемейства (согласно Системе APG II) | ещё четыре подсемейства (согласно Системе APG II) |                                           |  |  |  | ещё 2 рода              | ещё 2 рода           |  |  |
|  |                       |  |                                               | семейство Лютиковые                           |                                         |  |                                                   |                                                   | триба Живокостные                         |  |  |  |                         | вид Борец белоустный |  |  |
|  |                       |  |                                               | семейство Лютиковые                           |                                         |  |                                                   |                                                   | триба Живокостные                         |  |  |  |                         | вид Борец белоустный |  |  |
|  | порядок Лютикоцветные |  |                                               |                                               | подсемейство Лютиковые (Ranunculoideae) |  |                                                   |                                                   | род Борец, или Аконит                     |  |  |  |                         |                      |  |  |
|  | порядок Лютикоцветные |  |                                               |                                               |                                         |  |                                                   |                                                   |                                           |  |  |  |                         |                      |  |  |
|  |                       |  | ещё десять семейств (согласно Системе APG II) | ещё десять семейств (согласно Системе APG II) |                                         |  |                                                   | ещё восемь триб (согласно Системе APG II)         | ещё восемь триб (согласно Системе APG II) |  |  |  | ещё от 250 до 300 видов |                      |  |  |
|  |                       |  |                                               | ещё десять семейств (согласно Системе APG II) |                                         |  |                                                   |                                                   | ещё восемь триб (согласно Системе APG II) |  |  |  |                         |                      |  |  |